# Грајзен
Грајзен (енгл. Greisen, фр. Greisen, Hyalomicte, рус. Грейзен) је контактно пнеуматолитско метасоматска стена која се среће углавном близу маргина гранитских плутона. 
Јавља се у виду трака и жичних тела недефинисаних маргина са веома поступним прелазима у неизмењену гранитоидну стену.
Највећи број грајзена су углавном чисте кварц-лискунске стене при чему је фелдспат примарних гранита замењен мусковитом или литијским лискуном. Топаз је присутан скоро увек и има случајева чак када овај минерал доминира. Акцесорни минерали су: турмалин, флуорит, апатит, рутил, каситерит, волфрамит и др.
Код грајзенизације гранита карактеристично је то да преображај полази од периферије стенске масе и од извесних прслина у њој. При незавршеном процесу, запажају се реликти структуре и текстуре првобитне стене. Грајзени се одликују изразито масивном текстуром. Честе су псеудоморфозе кварца, мусковита и турмалина по фелдспату.